# أحمر لڭلالشة
أحمر لڭلالشة هي جماعة قروية في إقليم تارودانت بجهة سوس ماسة جنوب المغرب. وهي تضم 950 17 نسمة، حسب الإحصاء العام للسكان والسكنى لسنة 2014.
تتكون الجماعة من 23 دوار، ويقع مركز الجماعة على الطريق الجهوية رقم 114 أ (الطريق الإقليمية 1708 سابقاً) والتي تسمى محلياً بطريق أمسكرود.

## دواوير الجماعة
- دوار النوايل
- دوار الحومر
- دوار الجديد
- دوار تافوكت
- دوار أيت زيتان
- دوار أيت اعمارة
- دوار الشاريج
- دوار الفقرة
- دوار الزيت
- دوار القايد
- دوار الطالعة
- دوار الكشاشدة
- دوار الكناوات
- دوار كابة
- دوار أيت الدهن
- دوار أولاد سالم
- دوار أيت غزوان
- دوار الرياينة
- دوار القصيبة
- دوار الواد الواعر
- دوار البيضة (مركز الجماعة)
- دوار حنصالة
- دوار بعقيلة

## التعليم

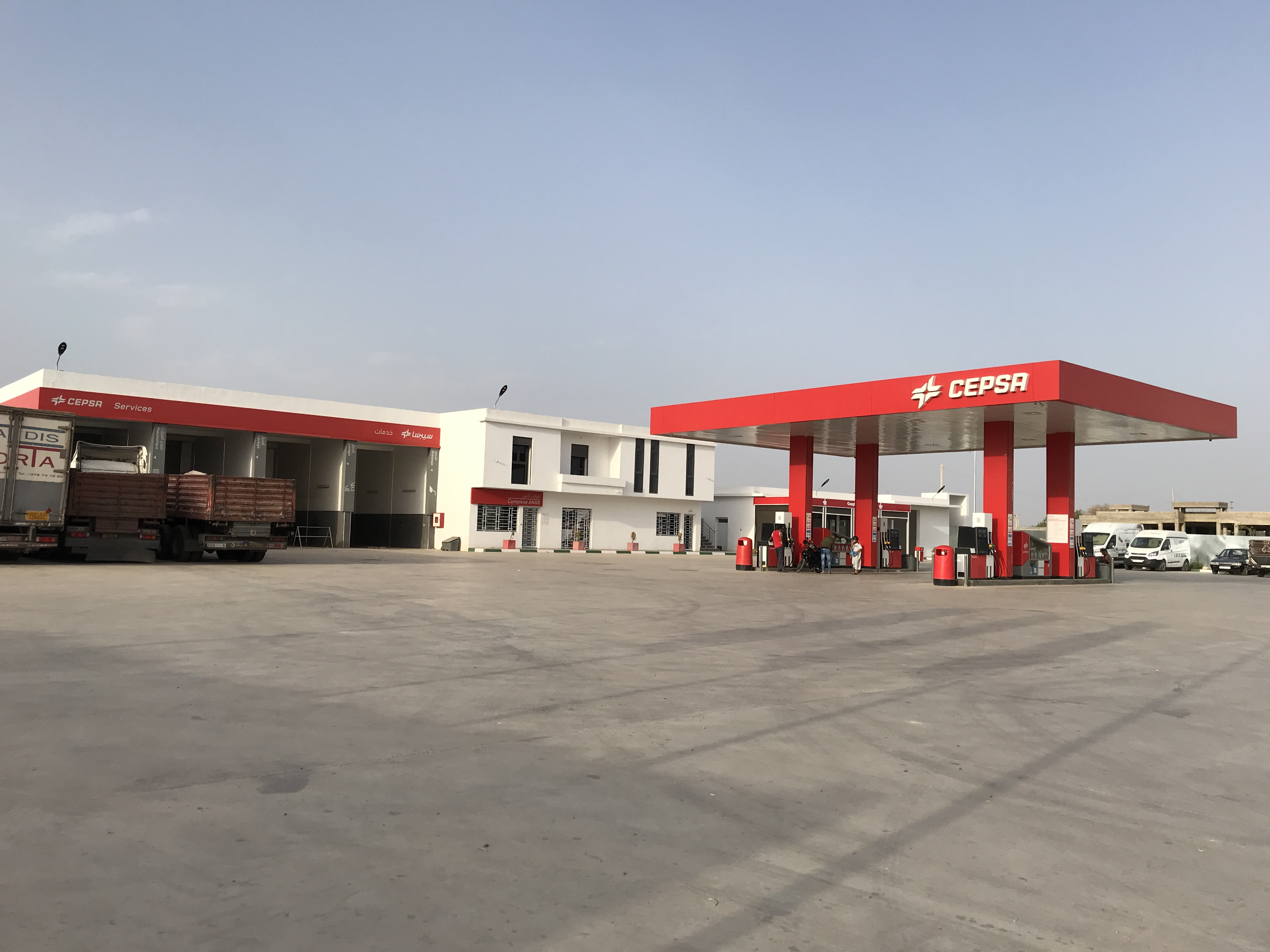
محطة الوقود بدوار حنصالة

قائمة المؤسسات التعليمية في أحمر لڭلالشة:
- مجموعة مدارس حمان الفطواكي (المركزية: البيضة / الوحدات: الكشاشدة - واد الواعر - حنصالة - بعقيلة)
- مجموعة مدارس مولاي زيدان (المركزية: الحومر / الوحدات: الشاريج)
- مجموعة مدارس النوايل (المركزية: الطالعة / الوحدات: الفقرة)
- مجموعة مدارس واد الواعر (المركزية: كابة / الوحدات: أولاد سالم - الرياينة)
- ثانوية المنصور الذهبي التأهيلية

كما تم بناء مجموعة من أقسام التعليم الأولي (روض الأطفال) في عدد من الدواوير التابعة للجماعة.
وتتوفر الجماعة على حافلات للنقل المدرسي لنقل التلاميذ من الدواوير إلى مركز الجماعة لمتابعة دراستهم. كما توجد دار للطالبة ودار للطالب في مركز الجماعة قرب ثانوية المنصور الذهبي. 
ومن المشاريع المستقبلية التي يتم دراستها هو إمكانية بناء إعدادية في دوار الجديد.

## الصحة
يوجد بمركز الجماعة مركز صحي قروي وصيدلية واحدة. كما يتوفر دوار الحومر على صيدلية.
ويتوفر دوار أولاد سالم بدوره على مستوصف قروي يغطي مختلف الدواوير القريبة منه (أولاد سالم - أيت غزوان - أيت الدهن - كابة - الرياينة).

## الرياضة

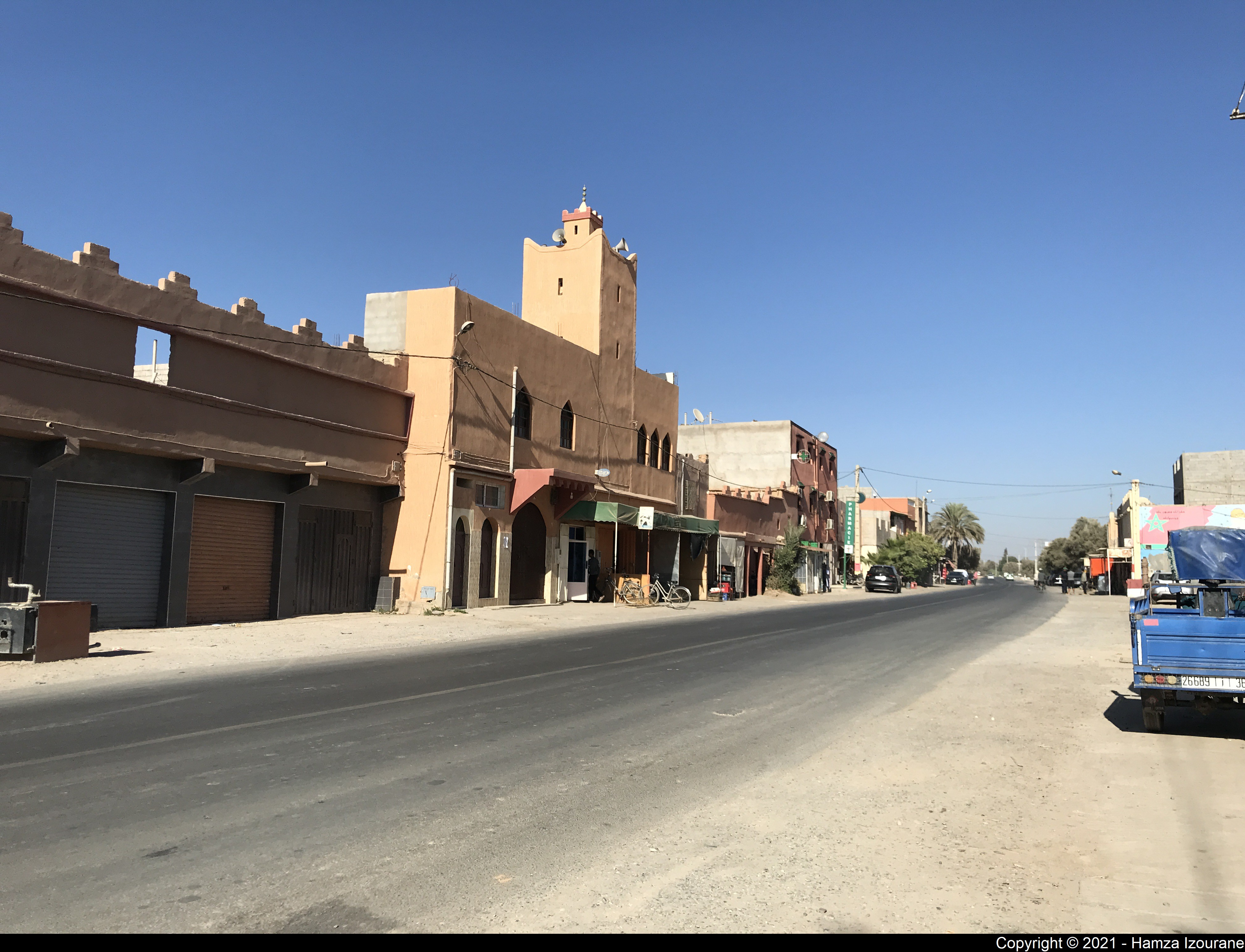
دوار الحومر بجماعة أحمر لكلالشة

توجد عدة مشاريع قيد البرمجة منها إنجاز ملاعب للقرب في دوار الجديد، وإنجاز مركب سوسيو رياضي في مركز الجماعة، وإنجاز مركب ثقافي بدوار بعقيلة.
ملاعب كرة القدم المتواجدة في الجماعة كلها ملاعب من تراب:
- ملعب الشاريج
- ملعب تافوكت
- ملعب واد الواعر
- ملعب البيضة
- ملعب الكشاشدة
- ملعب الكناوات
- ملعب أيت غزوان

## الخدمات والبنية التحتية

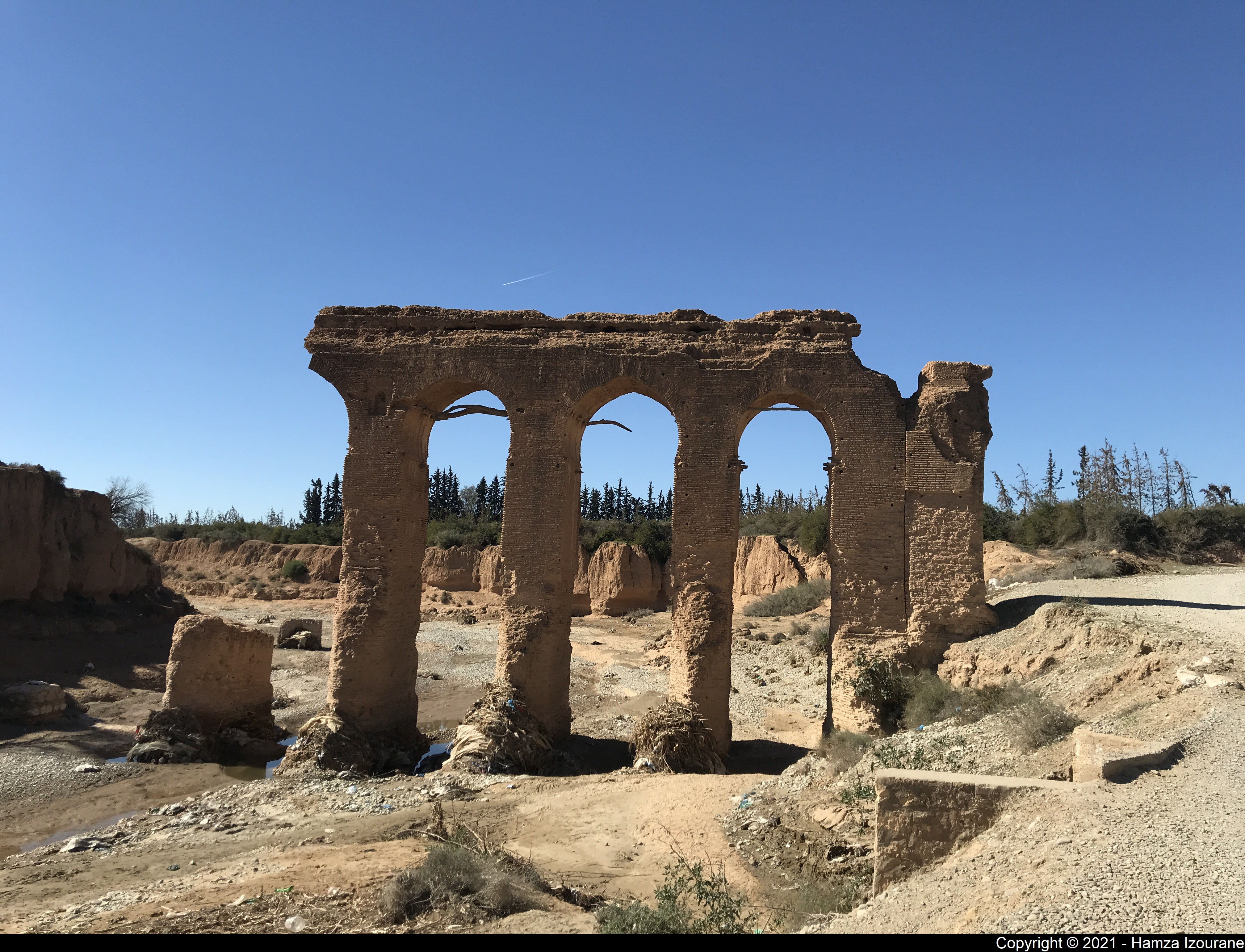
القنطرة المائية الخراجات الموجودة في جماعة أحمر لكلالشة فوق الوادي الواعر

تقوم جماعة أحمر لكلالشة بتوفير بعض الخدمات كالإنارة العمومية والنظافة، من ميزانيتها الذاتية، حيث تعتمد الجماعة على شاحنة لجمع النفايات، تغطي الدواوير الشبه الحضرية (حوالي 13 دوار). وتقوم أيضا الجماعة بتوفير سيارة لنقل الأموات مجاناً لجميع المواطنين. ويوجد على تراب الجماعة 4 محطات للوقود، في مركز الجماعة، والحومر، وحنصالة، وبعقيلة.

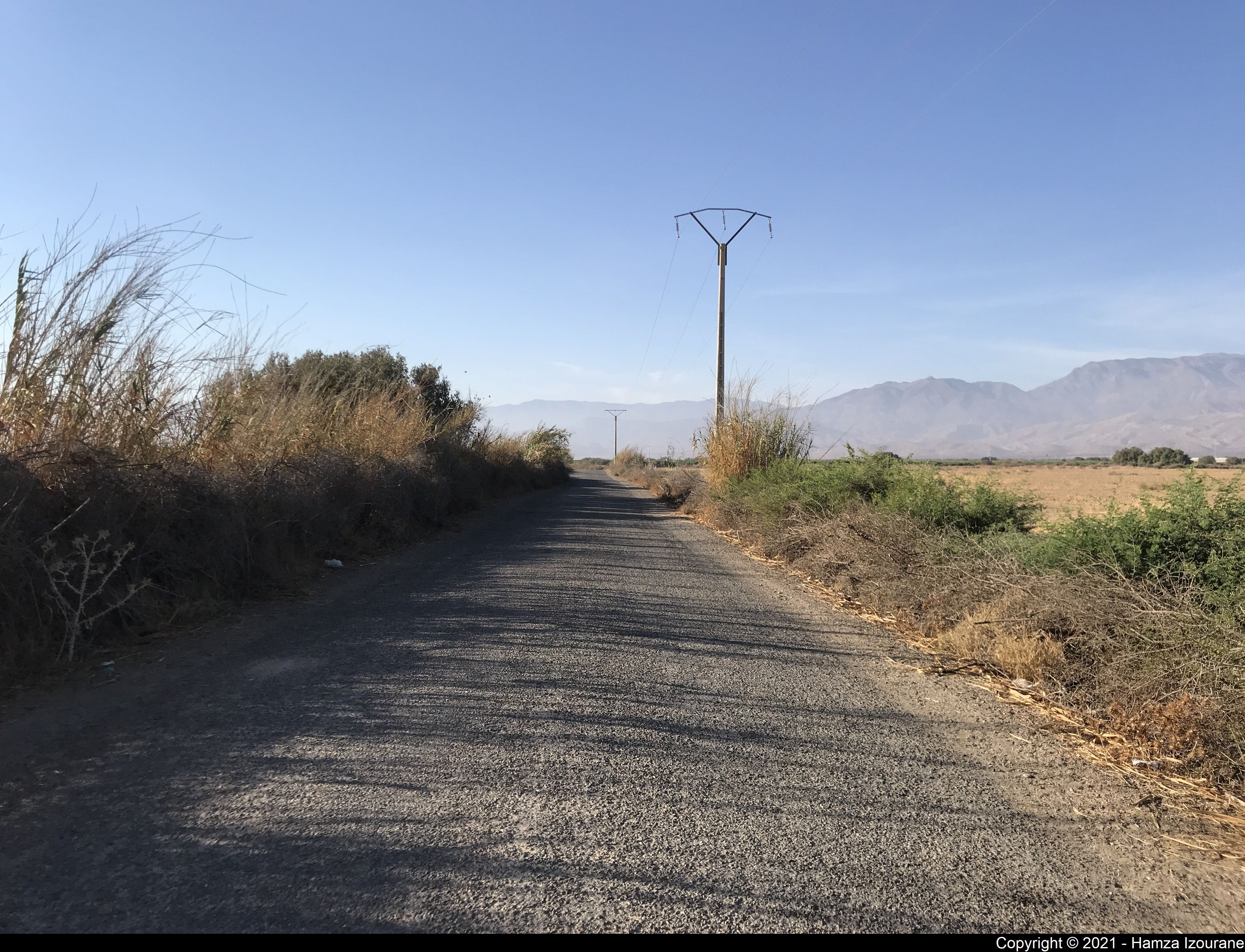
الطريق إلى دوار الرياينة بجماعة أحمر لكلالشة

يعتبر دوار الحومر من أكثر الدواوير حركية، نظراً لموقعه الجغرافي فهو يعتبر كمحطة توقف وإستراحة لعدد من السائقين. ويتوفر على مطاعم ومقاهي عديدة، ومتاجر للتغذية العامة، ومخابز، وصالونات للحلاقة، ومحطة للوقود، ومسجد.
ومن أهم المشاريع المهمة التي تعرفها حاليا جماعة أحمر لكلالشة هي أشغال التطهير السائل، وبناء محطة لمعالجة المياه العادمة.

## النقل والطرق

### النقل
إنطلاقاً من مدينة تارودانت، يمكن الوصول للدواوير التابعة لجماعة أحمر لكلالشة، والتي تقع على الطريق الجهوية رقم 114 أ (النوايل - الحومر - البيضة - حنصالة - بعقيلة)، إما بواسطة حافلات شركة الكرامة، أو النقل المزدوج المتواجد قرب حمام حي سيدي بلقاس، أو سيارات الأجرة الكبيرة التي تتوفر على محطة لها خارج باب تارغونت. أما باقي الدواوير فيعتمد السكان على وسائل النقل الخاصة بهم للوصول إليها، خصوصاً الدراجات النارية.

### الطرق
كل دواوير جماعة أحمر لكلالشة تصلها طرق معبدة، ماعدا دواوير الكناوات والكشاشدة، غير أنه إنطلقت مؤخراً أشغال تعبيد الطريق إلى هذه الدواوير.

## الثقافة
تعتبر الخراجات من بين المآثر التاريخية في أحمر لڭلالشة، وتقع في واد الواعر بالطريق الرابطة بين الحومر والكناوات، وهي عبارة عن بقايا قنطرة مائية مندثرة تحمل ساقية يعتقد أنها ساقية تافلاكت فوق واد الواعر. ينسب البعض بناء هذه القنطرة إلى البرتغاليين نظرا لضخامتها وصلابتها كل هذه القرون، لكن البرتغاليين لم يتوغلوا داخل المغرب واكتفوا باحتلال بعض المدن في الساحل والمرة الوحيدة التي توغلوا فيها أصيبوا بهزيمة نكراء في واقعة وادي المخازن، والمصادر التاريخية لا تسعف بشيء حول هذه المعلمة العمرانية والتاريخية، غير أنه توجد بعض المصادر تتحدث عن وصول مهندسيين برتغاليين متخصصين في صناعة السكر ما بين سنتي 1550 و 1552 وقد ساهموا في تطوير صناعة السكر وبناء القناطر المائية وتحسين الري، غير أن ما هو مؤكد أن هذه القناطر المائية ترجع إلى فترة ازدهار زراعة قصب السكر وصناعة السكر خلال حكم السعديين في تارودانت. فقد كانت المزارع المترامية الأطراف تحتاج إلى ماء وفير طيلة مواسم السنة مما اضطر معه القائمين على هذا الأمر إلى التفكير في جلب الماء من الأماكن البعيدة والدليل هو انسياب الماء من الضفة الشمالية للواد إلى الضفة الجنوبية.